# Un amore rinnovato
Un amore rinnovato o Tesoro... è in arrivo un bebè (She's Having a Baby) è un film del 1988 diretto da John Hughes, interpretato da Kevin Bacon ed Elizabeth McGovern.

## Trama
Jake e Kristy Bridges sono una giovane coppia sposata da poco che va a vivere nella periferia di Chicago. Lui è un pubblicitario aspirante romanziere, lei un'analista di ricerca. Finito l'entusiasmo della luna di miele iniziano i problemi legati alla quotidianità, e soprattutto quelli relativi ad una paternità che Jake non è pronto ad affrontare.

## Aspetti autobiografici
John Hughes, scrittore, produttore e regista di questa pellicola, ha diverse caratteristiche in comune con il suo personaggio. Durante i suoi studi incontra giovanissimo la donna che in seguito sposò, Nancy Hughes (che compare nei titoli di coda come ispiratrice). Inoltre, entrambi avevano iniziato la loro carriera come copywriter, ed entrambi venivano da Chicago.

## Colonna sonora
Diversi gli artisti che hanno contribuito alla colonna sonora del film. Tra questi Kate Bush con il singolo This Woman's Work; Dave Wakeling e Ian Ritchie con il brano She's Having a Baby; gli Everything but the Girl con Apron Strings e Bryan Ferry con Crazy Love.

## Cameo
Recitano un cameo nel film anche molti attori e personaggi famosi: Kirstie Alley, Harry Anderson, Michael Aston, Dan Aykroyd, Matthew Broderick, John Candy, Dyan Cannon, Belinda Carlisle, Stewart Copeland, Ted Danson, Bob Fraser, Paul Gleason, Woody Harrelson, Robert Hays, Amy Irving, Magic Johnson, Michael Keaton, Joanna Kerns, Elias Koteas, Judi Evans Luciano, Penny Marshall, Edie McClurg, Bill Murray, Olivia Newton-John, Roy Orbison, Cindy Pickett, Bronson Pinchot, Annie Potts, John Ratzenberger, Ally Sheedy, Lyman Ward, Wil Wheaton, Chris Young e Warren Zevon.